# 安格庄乡
安格庄乡，是中华人民共和国河北省保定市易县下辖的一个乡镇级行政单位。

## 行政区划
安格庄乡下辖以下地区：
安格庄村、南头村、北头村、新东古县村、金坡村、东古县村、西古县村、田岗村、赵岗村、三尖岭村、上铺村和下铺村。